# Pristava Bled
Pristava Bled (konjušnice, kasneje tudi tako zvan "blok") je bila zgrajena po zaslugi jugoslovanske kraljice Marije in arhitekta R. Tadiča v letih 1920−1940.
Sestoji iz treh delov:  v spodnji, kamnit del, kjer so bile konjske lože (konjušnice), v zgornjem pa sta dve dvorišči oziroma atrija, ki se delita na staro in novo dvorišče.
Stavba je bila zgrajena v dveh fazah. Najprej (1924) je bilo zgrajeno prvo dvorišče, kasneje (1938) pa prizidano še drugo. 
Prvotno je bila namenjena dvornim hlevarjem in namestitvi konjev dvorne konjušnice. Tedaj so bili avtomobili vrla redkost. Zgoraj, nad konjskimi ložami, so bila stanovanja namenjena služničadi in ostalemu osebju dvorca Suvobor, kraljeve blejske rezidence. Dvorec Suvobor, nekdanji dvorec Windischgraetzev, je stal na današnji lokaciji Titove Vile, danes "Vila Bled".  Ta dvorec je bil tik pred drugo svetovno vojno po ukazu kraljice Marije Karađorđević porušen.
Velika je kakor grad
Kompleks Pristave na Bledu meri okrog 15.000 m2. Zasnovan je v obliki kareja. Znotraj hiše sta dve dvorišči ali atrija (staro in novo dvorišče). Pred dozidavo novejšega dela je bil pred Pristavo tudi velik vrt z vodnjakom. Prvotno so bile v kleti konjske lože, delavnice in drugi tehnični prostori za potrebe dvorca Suvobor, v pritličju so bile pralnica, kuhinja, shrambe in sobe za služničad, v nadstropjih pa za tisti čas zelo sodobna stanovanja s kuhinjo, dvema sobama in kopalnico. V mansardi je bilo nekaj večjih apartmajev, ki so jih oddajali za potrebe vojaške kraljeve garde.
Stavba je v kletnem delu grajena iz kamna, v pritličju in nadstropju pa je pozidana z opeko. Mansardni del je lesen, v prečih oseh so balkonske lože z leseno balustrado in izrezljanimi stebri. Streha je dvokapna, čopasta s strmim naklonom, tipična za hiše v alpski pokrajini.
Izgled Pristave temelji na avtohtonosti gorenjske arhitekture. Pročelje fasade je bogato z različnimi elementi, ki tvorijo prečudovito mogočnost in poudarjajo pomembnost samega objekta.
Kletni del fasade je obložen s kamnom, prav tako so kamniti tudi zunanji oboki, ki se razsprostirajo po obodu zgradbe. Po zgornjem delu fasade so kamniti tufirani okenski okvirji, oboki in portali. Okna so razmeroma majhna, pristna in izvirajo iz slovenske kmečke srednjeveške arhitekture. Lesen mansardni del fasade je grajen po sistemu zloženih brun na preklop. Že prej omenjeni prečudoviti balkoni z narezljanimi stebri imajo v svojih balustradah vrezan vzorec v obliki srca, ki izvira iz Bohinja. Okna v mansardi so obrobljena z vzorčasto obrezanimi lesenimi okvirji.
Gre za poseben slog gradnje, ki izhaja iz alpske arhitekture s pridihom slovenske kmečke stavbne avtohtonosti. Ta opisan slog je bil priljubljen kraljici Mariji in je nekakšen zaščitni znak še za vrsto drugih objektov, ki jih je zgradila dinastija Karađorđević. Najdemo ga na objektih kot so: grad Brdo, Kraljeva koča v Kamniški Bistrici, Vila Rog v Bohinju in mnogih drugih v tedanji lasti Karađorđevićev.
Namesto dvorca Suvobor nova vila - Vila Bled
Na mestu porušenega dvorca Suvobor so po načrtih arhitekta Viktorja Glanza zgradili Vilo Bled. Dograjena je bila leta 1947 in predstavlja glavni objekt celotnega kopleksa. Takrat je kompleks pripadal dinastiji Karađorđević, po vojni pa nacionaliziran v last nekdanje države SFRJ. Predsednik Tito, pa tudi Edvard Kardelj in Aleksandar Ranković so jo z državnim dovoljenjem uporabljali kot svojo rezidenco za protokolarne obiske na Bledu. "Vilo Bled" z velikim posestvom in gozdom okoli nje, so po letu 1973 odprli kot protokolarni hotel zaprtega tipa. Po osamosvojitvi leta 1991 pa sta hotel in posest odprla vrata tudi ostalim gostom. Marsikdo je takrat sploh prvič imel možnost videti kaj se skriva za visokimi kamnitimi zidovi, ki obdajao posest, saj je bila ta lokacija vrsto let strogo varovano območje. Tudi pot, ki gre okoli blejskega jezera, je bila tem v delu zaprta. 
Na posestvu nekdanjega gradu Suvobor so še vila Mali gradec, poznana kot vila Belvedere in je delo arhitekta J. Plečnika, pa tudi mogočen stekleni rastlinjak, ki spominja na Plečnikovo delo, čeprav je delo arh. D. Fürsta (avtor prvotnih načrtov kompleksa Vila Bled). V rastlinjaku sta bila ob straneh dva stanovanja. V kletnem delu pa kuhinja in za tiste čase, sodobna kurlinica visokim opečnatim dimnikom skritim na griču tik ob rastlinjaku. V velikem parku še najdemo ostanke hiš ostalih stavb, ki so jih  pred vojno še zgradili Karađorđevići. Vidni so še ostanki vil Ptičji stan, Mirni dol in Kajtimar. Te tri vile so bile porušene okoli leta 1950, saj so bile v slabem stanju. 
V planu sta bili še dve manjši vili, ki so ju načrtovali tik pred vojno, ker pa nikoli ni bilo najdenih nobenih načrtov ali zapisov o tem, se ne ve kakšen naj bi bil njihov izgled. Dokončana je bila le vila Draga (1941), ki pa je locirana na koncu posestva in ima svoj izhod iz obzidja Vile Bled. Na ozemlju Vile Bled so bili tudi podzemni rovi, ki naj bi bili speljani med omenjenimi objekti. Vilo Mali gradec je po načrtih arhitekta Jožeta Plečnika pričel graditi kralj Aleksander, v kateri naj bi z svojo družino tudi stalno prebival. Zaradi vojne in njegove smrti ni bila dokončana. Dokončani so bili le trije 30 metrski kamniti stebri, na katerih danes (po načrtih arhitekta Fürsta) stoji vila Belverdere. K kompleksu Vile Bled, vendar izven obzidja sta sodili še Vila Jadranka in vila Marica. Obe sta bili namenjeni bivanju službenih gostov, prijateljev in bližnjih sorodnikov družine Karađorđevič
Po drugi svetovni vojni je bil objekt Pristava nacionaliziran. V njem so naselili delavske družine. Bil je prvi "blok" na Bledu.
Stavba ima skozi svoj obstoj kar burno zgodovino, vendar zelo žalostno zgodbo in usodo, kar zadeva ravnanje, lastništvo in upravljanje. Skozi čas je bil večkrat spremenjen njen namen, vendar se je pretežno svojega obstoja uporabljal kot stanovanjski objekt.
Po 2. sv. vojni je bila najprej predelana v delavski stanovanjski blok. Takrat (leta 1952) je bila izvedena obnova objekta. Obnovljene so bile inštalacije, fasada in streha, ne pa tudi rekonstruirana. 
Do konca 80-tih let je bil objekt že zelo dotrajan in zanemarjen. Kdo vse je živel v Pristavi ni moč raziskati, saj se je v petih desetletjih  zamenjalo veliko najemnikov. Do začetka 60. let je bila ta zgradba skorajda edina večja kolektivna stanovanjska zgradba v radovljiški občini. Pristava je bila dinamično precej obremenjena, saj je bilo v njej več kot 100 stanovanj. Veliko blejskih delavskih otrok je odraslo prav v tej hiši, ki jim je nudila prijetno in varno okolje za odraščanje in skupnost.
Občina Radovljica in takratna država nikoli nista posvečali posebno pozornosti tej stavbi. Na koncu so bila notri le še dotrajana, na pol podrta stanovanja, neprimerna in celo nevarna za bivanje. Konjske lože so že v času po vojni preuredili v garaže, pralnice, skladišča, drvarnice, delavnice ipd. Tedaj pa je Pristava že slovela kot socialni blok. Veljala je za neugledno blejsko četrt, obsojeno na rušenje, kar se k sreči ni zgodilo.
Iz bloka naredili trgovsko hišo
Leta 1987 je bil objekt dokončno izseljen in predan v lastništvo podjetju Almira Radovljica, ki je celoten objekt obnovilo pod okriljem Alenke Kham Pičman kot glavne arhitekte. Podjetje Almira je k sodelovanju pri adaptaciji povabilo 46 podjetij na način, da so z vnaprej plačano najemnino zagotovila potrebna sredstva za obnovo in rekonstrukcijo Pristave, v katero se je vložilo precej denarja in pozornosti, saj se je stavba takrat tudi po restavratorskem načrtu čim bolj približala prvotnemu izgledu zunanjosti. 
Leta 1989 je bil objekt tako popolnoma in v celoti rekonstruiran in slovesno odprt kot prestižen trgovsko poslovni center z veliko kapaciteto prodajnih površin. Imenoval se je "Modna hiša Pristava Bled".
Žal pa je trgovski center zaradi svoje odmaknjenosti iz središča Bleda, ter izgradnjo Gadafi centra Bled (odprtega leta 1992 ob prihodu Gadafija), svoj nov sijaj popolnoma izgubil. Prav tako pa se je v tem času podjetje Almira iz Radovljice, znašlo v hudih finančnih stiskah zato je bila  "Modna hiša Pristava" po letu 1993 v celoti zaprta, lokali pa so se preselili v Gadafi center. 
Blejska pristava popolnoma zapuščena in obsojena na propadanje
Trenutno je še v lasti države, ki pa se že ves čas spreneveda o njenem kulturno nacionalnem pomenu, kljub temu, da je zaščitena kot arhitekturni spomenik. Resnost vprašanja kaj storiti s Pristavo pa je vsak dan večje. Po letu 2000 je bil kletni del delno dodeljen v uporabo kot galerija slikarja Jožeta Ciuhe, kar pa je zaradi nesporazumov in aferami z dodeljevanjem lastninskih pravic propadlo. Tudi poiskus organiziacije prireditev blejskega turističnega društva je bil neuspešen. Sklenjena je bila pogodba za dlje časa o najemu celotnega objekta z blejskim podjetjem Sportina, ki pa kljub ambicijam in jasni viziji ni moglo vplivati na ponovno oživetje Pristave, saj so že v začetku nastali problemi in nesoglasja med lastnikom in najemnikom pri upravljanju z objektom. Vrnitev prvemu lastniku dinastiji Karađorđević pa v času denacionalizacije ravno tako ni bila v interesu države.
Od rekonstrukcije leta 1987 in odprtja popolnoma prenovljene Pristave, zdaj tam stojijo le še plesnivi zidovi, razbita okna in luknjasta streha. Nekdanji še živeči stanovalci Pristave pa trdijo, da je zdaj še v slabšem stanju, kot je bila pred prenovo leta 1987, ko so bila v njej vsaj stanovanja. Pristava se tako rekoč podira, cena za njeno obnovo pa bo po zahtevala zopet precejšenj finančni vložek.